# 另一个香港
《另一个香港》是中国中央广播电视总台制作的一部关于香港反對逃犯條例修訂草案運動的紀錄片，在2020年5月17日發佈。

## 内容简介
专题片分為两集，第一集《香港之乱》，记录是反修例运动以来发生的各种「暴力破壞活动」；第二集《风从何来》，通过各种分析，将香港乱局的责任指向“港独分子”和“西方反华势力”，但片末並沒有公開任何製作人員名字。

## 播出
央视中文国际频道各版本于2020年6月6、7日播出該節目。

### 港澳電視台
Now財經台（Now 333台）於2020年5月23、24日晚上7時播放該節目。Now新聞台副總裁鄭麗矜回應稱這是免費引入播放，「新聞機構只是提供一個平台，播放不同角度的節目」。有線財經資訊台则於2020年5月30日晚上6時及5月31日晚上8時播出。該節目亦安排於2020年5月23日晚上7時半在無綫財經·資訊台播放，節目最後由李卓謙主持，並邀請劉兆佳作簡單解說。
澳門則於同年5月28日-29日晚上9:15-9:50在澳視澳門台播放，5月30日-31日在下午4時於澳門資訊台重播。

## 節目
| 集數 | 集名     | 內容                                     | 觀看                           |
| ---- | -------- | ---------------------------------------- | ------------------------------ |
| 1    | 香港之亂 | 反修例運動以來發生的各種「暴力破壞活動」 | 香港之亂（页面存档备份，存于） |
| 2    | 風從何來 | 西方國家和「港獨分子」在幕後的策劃       | 風從何來（页面存档备份，存于） |

## 反應

### 讚揚
時事評論員區漢宗指出，央視推出此專題片，是在內地煽動民族主義情緒，尋求國內輿論和民意支持北京對香港採取重大行動，也是為北京在香港採取更多行動製造氣氛，提示《基本法》23條隨時重來。區亦指，此專題片和及後推出的「港版國安法」令人警醒，泛民政客和本土分裂勢力「坐井觀天」，公然叫囂「為美國而戰」和大肆宣揚「真攬炒十步」，妄圖迫使中央出手宣佈香港進入緊急狀態，但中央沒有被他們牽著鼻子走，而是四兩撥千斤立港區國安法，有力地止暴制亂，避免香港墮入長期紛亂的深淵。

### 批評
香港《蘋果日報》認為，該片中所採訪的香港「各界人士」，全部都是建制派人士，受訪的「西方學者」則名不副實，一面倒指斥示威者破壞香港，卻未有提及香港政府官員野蠻、香港警察濫用暴力等問題，亦避而不談香港主權移交後中國內地多次粗暴干預香港及跨境執法，甚至沒有出現香港特首林鄭月娥為修例風波致歉的片段。
《法國國際廣播電台》記者甄樹基撰文，批評節目以「真相」為主題，實為吹噓假象，是早有預謀的政治操作，指出節目一面倒指斥示威者破壞卻沒有提及警暴、林鄭月娥為修例風波道歉等片段，顯然只是中國的政治宣傳機器，希望透過節目抹黑污衊示威者。
香港立法會教育界議員葉建源批評節目的指控失實，指出教協有呼籲教師去遊行，但沒有發動學生參與。
公民黨香港立法會議員楊岳橋批評「記錄片」只是推卸責任，認為即使是有人煽動，煽動的人也只是林鄭月娥和建制派，節目只是權力機關把真相修改、扭曲，嘗試構造另一套事實。
2020年5月29日，香港教育專業人員協會（教協）發表聲明，指節目中對教協鼓吹港獨的指控不實，教協一向反對「港獨」，更不同意教師向中學生灌輸包括「港獨」在內的特定政治立場。對於節目中提到教協「煽動學界去維園示威」，教協表示，這說法完全錯誤，稱節目所呈現的片段，是教協2019年8月發起的以「守護下一代，為良知發聲」為主題的教師遊行，和平表達教育界的聲音，遊行地點也不是節目中所稱的維園，而是遮打花園。
节目在香港播出後，截至2020年6月4日，通訊事務管理局接獲有關《另一個香港》節目的投訴，於TVB財經資訊台有791宗；Now財經台有10宗；有線電視財經資訊台有1宗，合計802宗。投訴者大多認為該節目內容偏頗失實。通訊局表示會按既定程序處理。

## 外部連結
- 央視網《另一個香港》：第一集：香港之乱（页面存档备份，存于）／第二集：风从何来（页面存档备份，存于）
- 豆瓣电影上《另一个香港》的資料 （简体中文）